# Filmförderungsanstalt
Pour les articles homonymes, voir FFA.
Le Filmförderungsanstalt (littéralement « agence de promotion de films »), ou FFA, est un organisme fédéral allemand qui a pour objectif de financer le cinéma allemand, d'en faire la promotion et de réglementer l'activité cinématographique dans le pays. Il peut être considéré comme un équivalent allemand de l'organisme français Unifrance.

## Filmographie sélective
- 2011 : Tournée de Mathieu Amalric
- 2016 : Frantz de François Ozon